# Lübecker Senat 1853

Der Senat der Freien und Hansestadt Lübeck als Kabinett im Jahr 1853 mit Amtszeiten. 1853 entstand die Kaufmannschaft zu Lübeck als Zusammenschluss aller kaufmännischen Berufskorporationen, trotzdem sind diese noch angegeben.

## Bürgermeister
- Bernhard Heinrich Frister, seit 1833, Ratsherr seit 1821, Ratssekretär 1806
- Johann Joachim Friedrich Torkuhl, seit 1845, Ratsherr seit 1824, Jurist

## Senatoren
- Ludwig Müller, seit 1818, Nowgorodfahrer
- Karl Ludwig Roeck, seit 1833, Ratssekretär 1814
- Friedrich Matthias Jacobus Claudius, seit 1833, Jurist
- Heinrich Brehmer, seit 1836, Jurist
- Georg Christian Tegtmeyer, seit 1839, Schonenfahrer
- Daniel Heinrich Heyke, seit 1840, Rigafahrer
- Hermann Carl Dittmer, seit 1841, Krämerkompagnie, Schonenfahrer, Nowgorodfahrer, Schonenfahrer
- Hermann Wilhelm Hach, seit 1845, Jurist
- Johann Daniel Eschenburg, seit 1846, Nowgorodfahrer
- Theodor Curtius, seit 1846, Jurist
- Hermann von der Hude, seit 1848, Jurist, letzter allein vom Rat/Senat zugewählter Ratsherr Lübecks.
- Heinrich Wilhelm Haltermann, seit 1848, erster nach der Verfassungsreform von drei Wahlkammern gewählter Senator Lübecks

## Syndici
- Carl Georg Curtius, seit 1801, seit 1802 Protonotar
- Heinrich von der Hude, seit 1844, verstorben am 20. März 1853
- Peter Ludwig Elder, seit 1844